# Kurt Stettler (kolarz)
Kurt Stettler (ur. 11 kwietnia 1910 w Boll – zm. w grudniu 1974 w Bernie) – szwajcarski kolarz szosowy, srebrny medalista mistrzostw świata.

## Kariera
Największy sukces w karierze Kurt Stettler osiągnął w 1933 roku, kiedy zdobył srebrny medal w wyścigu ze startu wspólnego amatorów podczas mistrzostw świata w Montlhéry. W zawodach tych wyprzedził go jedynie jego rodak Paul Egli, a trzecie miejsce zajął Belg Jef Lowagie. Był to jednak jedyny medal wywalczony przez Stettlera na międzynarodowej imprezie tej rangi. Ponadto w 1933 był najlepszy w klasyfikacji generalnej Tour de Hongrie, a w 1938 roku był trzeci w Tour du Lac Léman. Dwukrotnie startował w Tour de France, najlepszy wynik osiągając w 1935 roku, kiedy zajął 40. pozycję w klasyfikacji generalnej. Był też czwarty w Mistrzostwach Zurychu w 1938 roku. Nigdy nie wystąpił na igrzyskach olimpijskich. Jako zawodowiec startował w latach 1934-1939.